# Liste der Monuments historiques in Saint-Pouange
Die Liste der Monuments historiques in Saint-Pouange führt die Monuments historiques in der französischen Gemeinde Saint-Pouange auf.

## Liste der Objekte
| Bezeichnung                               | Beschreibung | Standort                                      | Kennzeichnung | Schutzstatus | Datum | Bild |
| ----------------------------------------- | --- | --------------------------------------------- | ------------- | ------------ | ----- | ---- |
| Skulptur Madonna mit Kind                 | Kalkstein, farbig gefasst, 14. Jahrhundert | in der Kirche Sts-Marc-et-Pouange (Lage)      | PM10002098    | Classé       | 1908  |      |
| Skulptur Heiliger Potamius von Troyes (1) | Kalkstein, um 1500 | außen an der Kirche St-Marc-et-Pouange (Lage) | PM10002104    | Classé       | 1960  |      |
| Skulptur Heiliger Potamius von Troyes (2) | Kalkstein, farbig gefasst, erste Hälfte des 16. Jahrhunderts                                                                                  | in der Kirche St-Marc-et-Pouange (Lage)       | PM10002099    | Classé       | 1908  |      |
| Kirchenfenster                            | aus dem 16. Jahrhundert | in der Kirche St-Marc-et-Pouange (Lage)       | PM10002100    | Classé       | 1908  |      |
| Skulpturengruppe Unterweisung Mariens     | Kalkstein, Ende des 16. Jahrhunderts | außen an der Kirche St-Marc-et-Pouange (Lage) | PM10002103    | Classé       | 1960  |      |
| Zwei Skulpturen: Petrus und Paulus        | Kalkstein, Anfang des 16. Jahrhunderts; vermutlich vom Portal der Kathedrale von Troyes oder dem der Kirche St-Jacques-aux-Nonnains in Troyes | in der Kirche St-Marc-et-Pouange (Lage)       | PM10002101    | Classé       | 1913  |      |
| Skulptur Heiliger Sebastian               | Kalkstein, 16. Jahrhundert | in der Kirche St-Marc-et-Pouange (Lage)       | PM10002102    | Classé       | 1960  |      |